# Banksia kippistiana
Banksia kippistiana är en tvåhjärtbladig växtart som först beskrevs av Meissn., och fick sitt nu gällande namn av A.R.Mast & K.R.Thiele. Banksia kippistiana ingår i släktet Banksia och familjen Proteaceae. Utöver nominatformen finns också underarten B. k. paenepeccata.